# Exobasidium myrtilli
Exobasidium myrtilli är en svampart som beskrevs av Siegm. 1879. Exobasidium myrtilli ingår i släktet Exobasidium och familjen Exobasidiaceae.  Arten är reproducerande i Sverige. Inga underarter finns listade i Catalogue of Life.